# Passer
Passer là một chi chim trong họ Passeridae. Các loài thuộc chi này được coi là sẻ thực sự.

## Các loài
Chi này có 28 loài:
- Passer ammodendri.
- Passer castanopterus.
- Passer cordofanicus.
- Passer diffusus.
- Passer domesticus – Sẻ nhà
- Passer eminibey.
- Passer euchlorus.
- Passer flaveolus – Sẻ bụi vàng
- Passer gongonensis.
- Passer griseus.
- Passer hemileucus.
- Passer hispaniolensis
- Passer iagoensis
- Passer insularis
- Passer luteus
- Passer melanurus.
- Passer moabiticus
- Passer montanus
- Passer motitensis.
- Passer pyrrhonotus.
- Passer rufocinctus.
- Passer rutilans – Sẻ hung.
- Passer shelleyi.
- Passer simplex – Sẻ sa mạc.
- Passer suahelicus.
- Passer swainsonii.